# وروکو ۶۱۰۵
سیارک ۶۱۰۵ (به انگلیسی: 6105 Verrocchio، نامگذاری:4580P-L) شش هزار و صد و پنجمین سیارک کشف شده‌است که در ۲۴ سپتامبر ۱۹۶۰ کشف شد.
قدر مطلق سیارک برابر ۱۴٫۲۰ است.